# هاينريش كويرنغ
كان هاينريش لودفيغ كويرنغ (31 يناير 1883 في هولين، بالقرب من غلزنكيرشن 19 يونيو 1964 في برلين) عالمًا في علم الأحياء القديمة والجيولوجي في ألمانيا.

## المسيرة العلمية
تخرج من المدرسة الثانوية في مدينة إيبرسفيلده ودرس في جامعة لودفيغ ماكسيميليان في ميونخ كطالب لبول غروث، وقاطعته الخدمة العسكرية كمتطوع لمدة عام واحد في عام 1907. وبعد ذلك تابع تعليمه في أكاديمية التعدين في برلين. في عام 1912 حصل على الدكتوراه في الجيولوجيا من جامعة بون تحت إشراف غوستاف ستينمان. وفي عام 1914 حصل على الدكتوراه مرة أخرى كمهندس تعدين. ابتداء من عام 1914 كان يعمل في هيئة المسح الجيولوجي البروسية، وفي عام 1929 حصل على لقب أستاذ. من عام 1946 إلى عام 1955 كان أستاذا للجيولوجيا وعلم الحفريات في الجامعة التقنية في برلين.

## الحياة العملية
في عام 1935 ترأس مركز البحوث الجيولوجية في سارلاند. خلال الحرب العالمية الثانية عمل كجيولوجي عسكري، ومن بين أعماله الأخرى عمل في التحضير لنفق تحت نهر الراين. من عام 1945 كان كبير الجيولوجيين في الإدارة المركزية لصناعة الوقود في منطقة الاحتلال السوفياتي مع استكشاف رواسب جديدة للفحم والغاز الطبيعي والنفط، لكنه اضطر إلى الاستقالة بعد ذلك بعام واستقال أيضًا كبير الجيولوجيين في معهد الدولة الجيولوجي الألماني في برلين الشرقية. من عام 1946 إلى عام 1955 كان أستاذًا مساعدًا ورئيسًا لمعهد الجيولوجيا وعلم المتحجرات في جامعة برلين الحرة.
جذب عمله المبكر (التحولات الأفقية، وتشكيل جبال شولين) الانتباه إلى التكتونية. قام فيما بعد بتمثيل نظريات خارجية مثل نظريات الأثير وانتقد نظرية الانجراف القاري. كما تعامل مع تعدين الذهب.

## التأليف والنشر
في مجال التأليف كتب كتابًا عن هرقليطس مع نص يوناني وترجمات من اليونانية. ونشر أيضا عن توت عنخ آمون وأصل الكهرمان في قبره. مع تكهنات حول رحلات الاكتشاف التي قام بها المصريون والفينيقيون بحثًا عن الذهب والمواد الخام الأخرى.

## روابط خارجية
- نصوص عن هاينريش كويرنغ في فهرس مكتبة ألمانيا الوطنية
- luise-berlin.de
- قائمة الجيولوجيين